# Entella fuliginosa
Entella fuliginosa är en bönsyrseart som beskrevs av Werner 1923. Entella fuliginosa ingår i släktet Entella och familjen Mantidae. Inga underarter finns listade i Catalogue of Life.